# Теодор Денгофф (воєвода дерптський)
Теодор Денгофф (*Teodor Denhoff, д/н — бл. 1654) — державний діяч, урядник Речі Посполитої.

## Життєпис
Походив з німецького лівонського шляхетського роду Денгоффів власного гербу. Син Отто Денгоффа, старости адзельського, і Урсули фон Бер. Про Теодора Денгоффа замало відомостей. Він за різними відомостями вважається старшим або навпаки молодшим сином Оттон Денгоффа.
Ймовірно, брав участь у війнах зі Швецією. У 1651 році призначається номінальним воєводою дерптським (саме воєводство з 1621 року фактично перебувало під владою Швеції). Це стало подякою від короля Яна II Казимира за свою підтримку. Завдяки цьому призначенню Денгофф увійшов до Сенату Речі Посполитої. Помер Теодор Денгофф 1654 року.